# Рострум
Рострум (на латински: rostrum – „клюн“, „муцуна“) е термин използван за обозначаване на различни несвързани помежду си части от тялото на различни типове животни както следва:
- При ракообразните рострумът е предното удължение на карапакса излизащо пред очите.[1] Тази структура обикновено е твърда нееластична плочка, но при рачетата от разред Leptostraca е съставена от отделни пластинки, които са подвижно свързани.[2]
- При насекомите като рострум се обозначава режещия устен апарат характерен за представителите на разред Полутвърдокрили. Дългият хобот при хоботните бръмбари (Curculionoidea) се нарича също рострум.[3]
- Коремоногите имат рострум или хобот.[4]
- Устният апарат при главоногите е известен като рострум. Той позволява разчупването на костите на главата при уловените риби или карапакса при ракообразните.[5]
- Удължение на мозъчната част на черепната кутия при акулообразните, което е и най-предната точка на тялото.
- Клюнът или муцуната при гръбначните животни често се свързва с термина рострум.[6]

Терминът рострално се използва за обозначаване на посоката към носа в случаите, когато се описват части от главата.